# Violetta Oblinger-Peters
Violetta Oblinger-Peters (ur. 14 października 1977 w Schwerte) – austriacka kajakarka górska, brązowa medalistka olimpijska, dwukrotna medalistka mistrzostw świata, mistrzyni Europy.
Z pochodzenia jest Niemką, w 1999 roku wyszła za mąż za dwukrotnego olimpijczyka, austriackiego kajakarza Helmuta Oblingera i zamieszkała w Austrii, w Schärding.
Brązowa medalistka igrzysk olimpijskich w Pekinie w 2008 roku w slalomie K-1. Uczestniczka igrzysk w 2000 i 2004 roku w tej konkurencji, zajmując odpowiednio 15. i 12. miejsce.
Jest dwukrotną brązową medalistką mistrzostw świata, drużynową w K-1 z 2005 roku i indywidualnie w K-1 z 2010 roku, mistrzynią Europy z 2007 roku i wielokrotną mistrzynią Austrii.